# Trio d'escrocs
Pour plus de détails, voir Fiche technique et Distribution.
Trio d'escrocs (Only When I Larf) est un film britannique réalisé par Basil Dearden, sorti en 1968.

## Synopsis
Un escroc va entraîner avec lui deux complices britanniques dans des situations incorybale aux quatre coins de planète des affaires juteuses.

## Fiche technique
- Titre original : Only When I Larf
- Musique : Ron Grainer
- Costumes : Beatrice Dawson
- Photographie : Anthony B. Richmond
- Montage : Fergus McDonell
- Production : Hugh Attwooll, Len Deighton et Brian Duffy
- Langue : anglais

## Distribution
- Richard Attenborough : Silas
- David Hemmings : Bob
- Alexandra Stewart : Liz
- Nicholas Pennell : Spencer
- Melissa Stribling : Diana
- Terence Alexander : Gee Gee Gray
- Edric Connor : Awana
- Clifton Jones : général Sakut
- Calvin Lockhart : Ali Lin
- Brian Grellis : Spider
- David Healy : Jones
- Alan Gifford : Poster
- Gaston Chikhani
- David Lodge